# Liste der Biografien/Aj
Liste der Biografien |
Portal Biografien |
Personensuche
# |
A |
B |
C |
D |
E |
F |
G |
H |
I |
J |
K |
L |
M |
N |
O |
P |
Q |
R |
S |
T |
U |
V |
W |
X |
Y |
Z |
?
 
Aa |
Ab |
Ac |
Ad |
Ae |
Af |
Ag |
Ah |
Ai |
Aj |
Ak |
Al |
Am |
An |
Ao |
Ap |
Aq |
Ar |
As |
At |
Au |
Av |
Aw |
Ax |
Ay |
Az
Die Liste der Biografien führt alle Personen auf, die in der deutschsprachigen Wikipedia einen Artikel haben. Dieses ist eine Teilliste mit 113 Einträgen von Personen, deren Namen mit den Buchstaben „Aj“ beginnt.

## Aj
- AJ Tracey (* 1994), britischer Rapper, Sänger, Songwriter und Musikproduzent

### Aja
- Aja, altägyptische Königin
- Aja (1963–2006), US-amerikanische Pornodarstellerin und -produzentin
- Aja Espil, Felipe (1887–1972), argentinischer Jurist und Diplomat
- Aja Garate, Jokin (* 2004), spanischer Handballspieler
- Aja I., altägyptischer König der 13. Dynastie
- Aja, Alexandre (* 1977), französischer Regisseur, Drehbuchautor und FilmproduzentAlexandre Aja (* 1977)

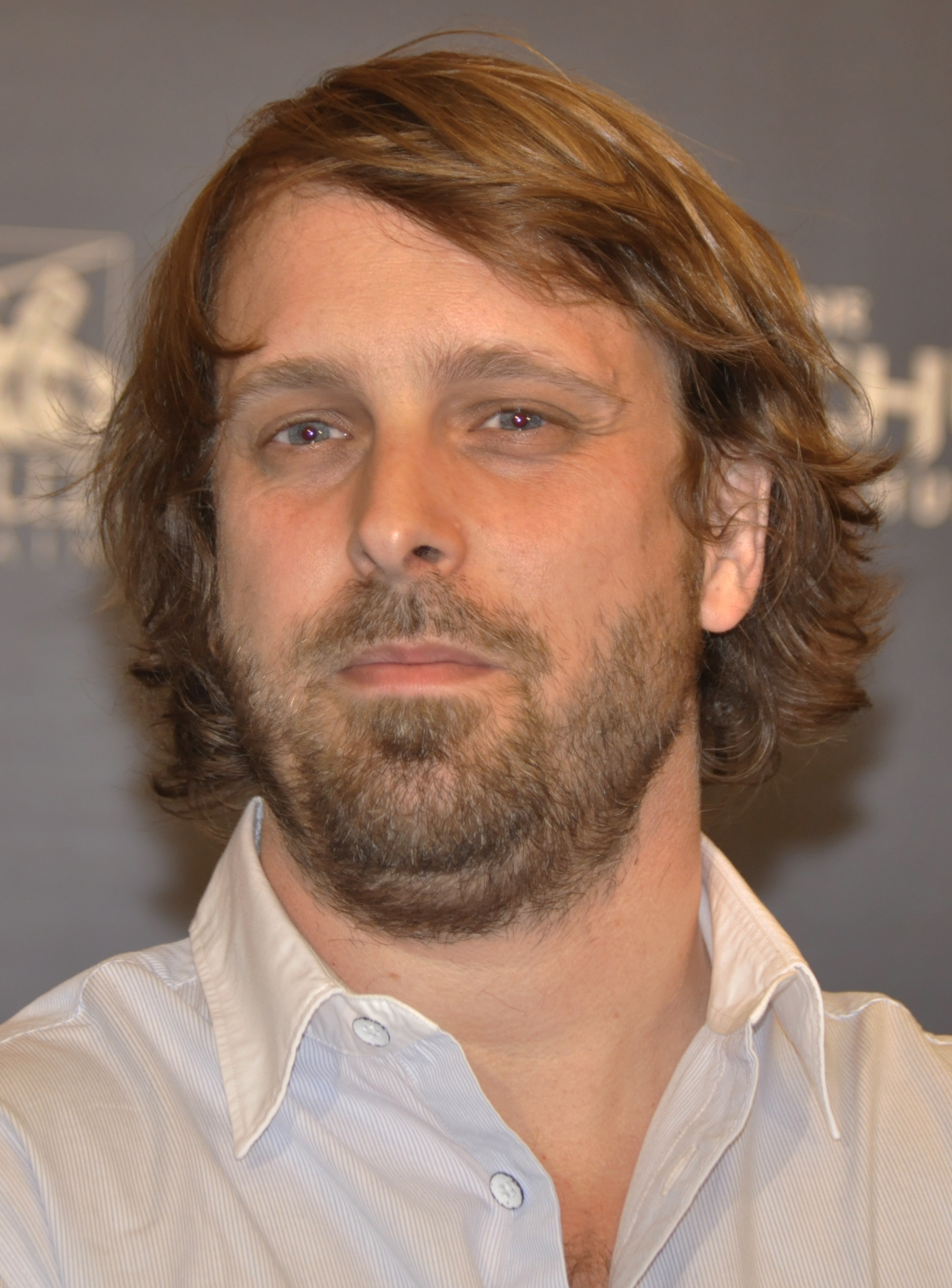
Alexandre Aja (* 1977)

- Aja, Enrique (* 1960), spanischer Radrennfahrer
- Aja, Gonzalo (* 1946), spanischer Radrennfahrer
- Aja, José (* 1993), uruguayischer Fußballspieler
- Ajado, Edward (1929–1980), nigerianischer Sprinter
- Ajaegbu, Henrietta (* 1979), nigerianische Sprinterin
- Ajagba, Efe (* 1994), nigerianischer Amateurboxer
- Ajagun, Abdul Jeleel (* 1993), nigerianischer Fußballspieler
- Ajahn Sundara, Siladhara Nonne in der Thailändischen Waldtradition
- Ajaib, Farakh (* 1991), englisch-pakistanischer Snookerspieler
- Ajak, Oyay Deng (* 1962), südsudanesischer Politiker
- Ajakaiye, Olimpia (* 1974), polnische Schauspielerin und Moderatorin
- Ajakaye, Felix Femi (* 1962), nigerianischer Priester, Bischof von Ekiti
- Ajala, David (* 1986), britischer SchauspielerDavid Ajala (* 1986)

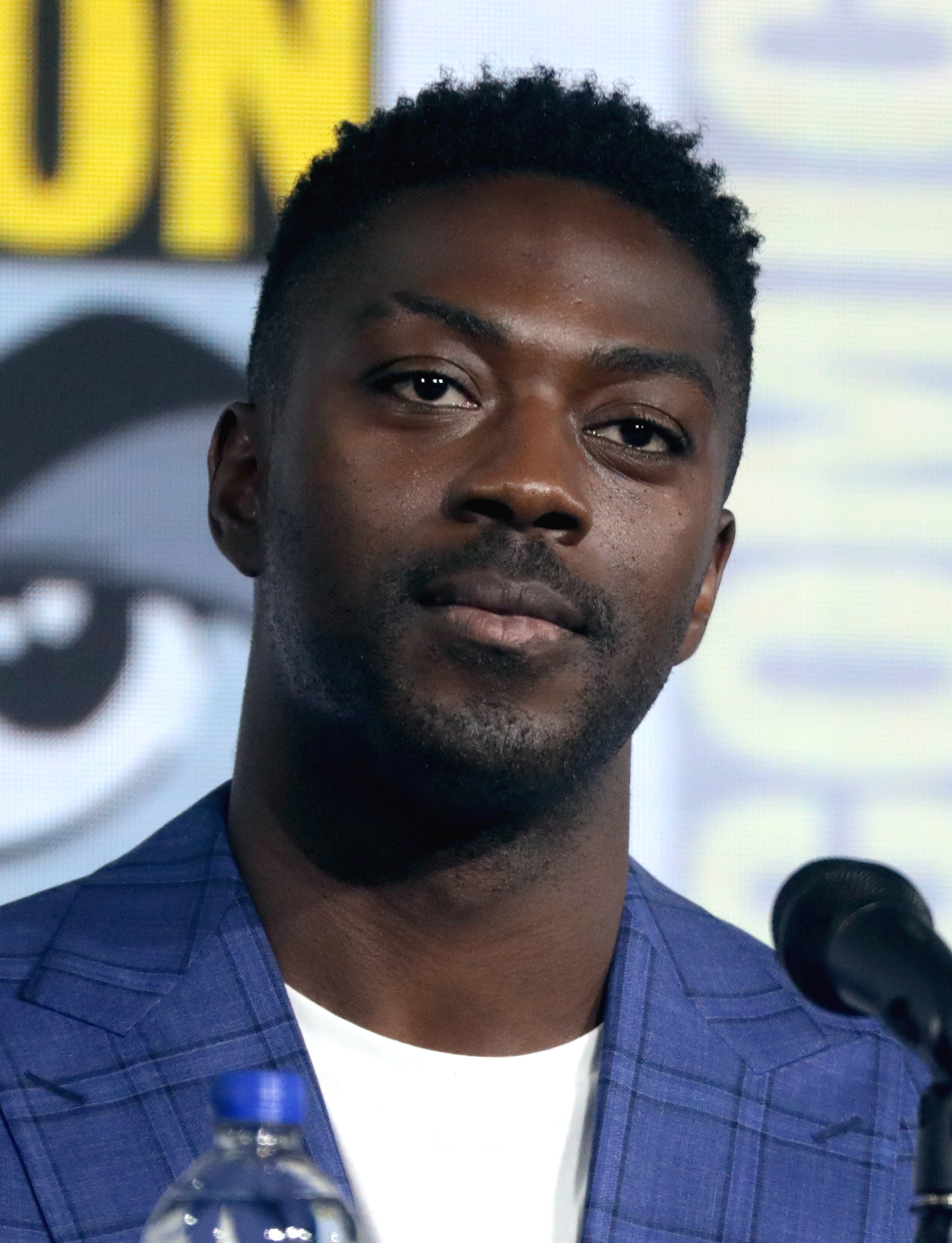
David Ajala (* 1986)

- Ajalbert, Jean (1863–1947), französischer Schriftsteller
- Ajalin, Salem al- (* 1988), jordanischer Fußballspieler
- Ajalon, Ami (* 1945), israelischer Politiker, Friedensaktivist und Mitglied der Knesset für die Arbeitspartei Awoda
- Ajalon, Jamika (* 1968), US-amerikanische Sängerin und Texterin der Band Zenzile, Künstlerin, Poetin und Regisseurin
- Aján, Tamás (* 1939), ungarischer Sportfunktionär
- Ajang, David (* 1970), nigerianischer Geistlicher, römisch-katholischer Bischof von Lafia
- Ajani, Marvin (* 1993), deutsch-nigerianischer Fußballspieler
- Ajanović, Nadir (* 2005), bosnischer Fußballspieler
- Ajao, Muisi (* 1978), nigerianischer Fußballspieler
- Ajatasattu, König von Magadha und indischer Frühbuddhist
- Ajax, arianischer Missionar
- Ajax, Henrik (* 1980), schwedischer Komponist und Pianist
- Ajax, Lisa (* 1998), schwedische Sängerin
- Ajaye, Franklyn (* 1949), US-amerikanischer Schauspieler und Stand-up-Comedian
- Ajayi, Gbenga (* 1984), nigerianischer Fußballspieler
- Ajayi, J. F. Ade (1929–2014), nigerianischer Historiker und Hochschullehrer
- Ajayi, Jay (* 1993), britisch-nigerianischer Footballspieler
- Ajayi, Kayinsola (* 2004), nigerianischer Sprinter
- Ajayi, Yinka (* 1997), nigerianische Sprinterin
- Ajayi-Akinfolarin, Abisoye (* 1985), nigerianische Sozialunternehmerin, die sich für die Verbesserung der Lebensbedingungen von Frauen und Mädchen einsetzt

### Ajc
- Ajchenrand, Lajzer (1911–1985), jiddischer Schriftsteller
- Ajchler, Romuald (* 1949), polnischer Politiker, Mitglied des Sejm
- Ajcú, Lizandro (* 1982), guatemaltekischer Radrennfahrer

### Ajd
- Ajdačić, Dejan (* 1959), serbischer Philologe, Kulturwissenschaftler, Ethnolinguist, Literaturtheoretiker, Übersetzer und Herausgeber
- Ajdarević, Astrit (* 1990), kosovo-schwedischer Fußballspieler
- Ajdarow, Oleksij (* 1974), belarussisch-ukrainischer Biathlet
- Ajdič, Alojz (* 1939), jugoslawischer bzw. slowenischer Komponist und Klarinettist
- Ajdič, Andrej (* 1937), slowenischer Maler, Graphiker und Bildhauer
- Ajdini, Alban (* 1999), kosovarisch-schweizerischer Fußballspieler
- Ajdini, Bashkim (* 1992), deutscher Fußballspieler
- Ajdinski, Ljupčo (1930–2021), mazedonischer Sonderpädagoge und ehemaliger jugoslawischer Politiker
- Ajdukiewicz, Kazimierz (1890–1963), polnischer Philosoph, Mathematiker und Logiker
- Ajdukiewicz, Tadeusz († 1916), polnischer Porträt-, Genre- und Militärmaler
- Ajdukiewicz, Zygmunt (1861–1917), polnischer Maler
- Ajduković, Duje (* 2001), kroatischer TennisspielerDuje Ajduković (* 2001)

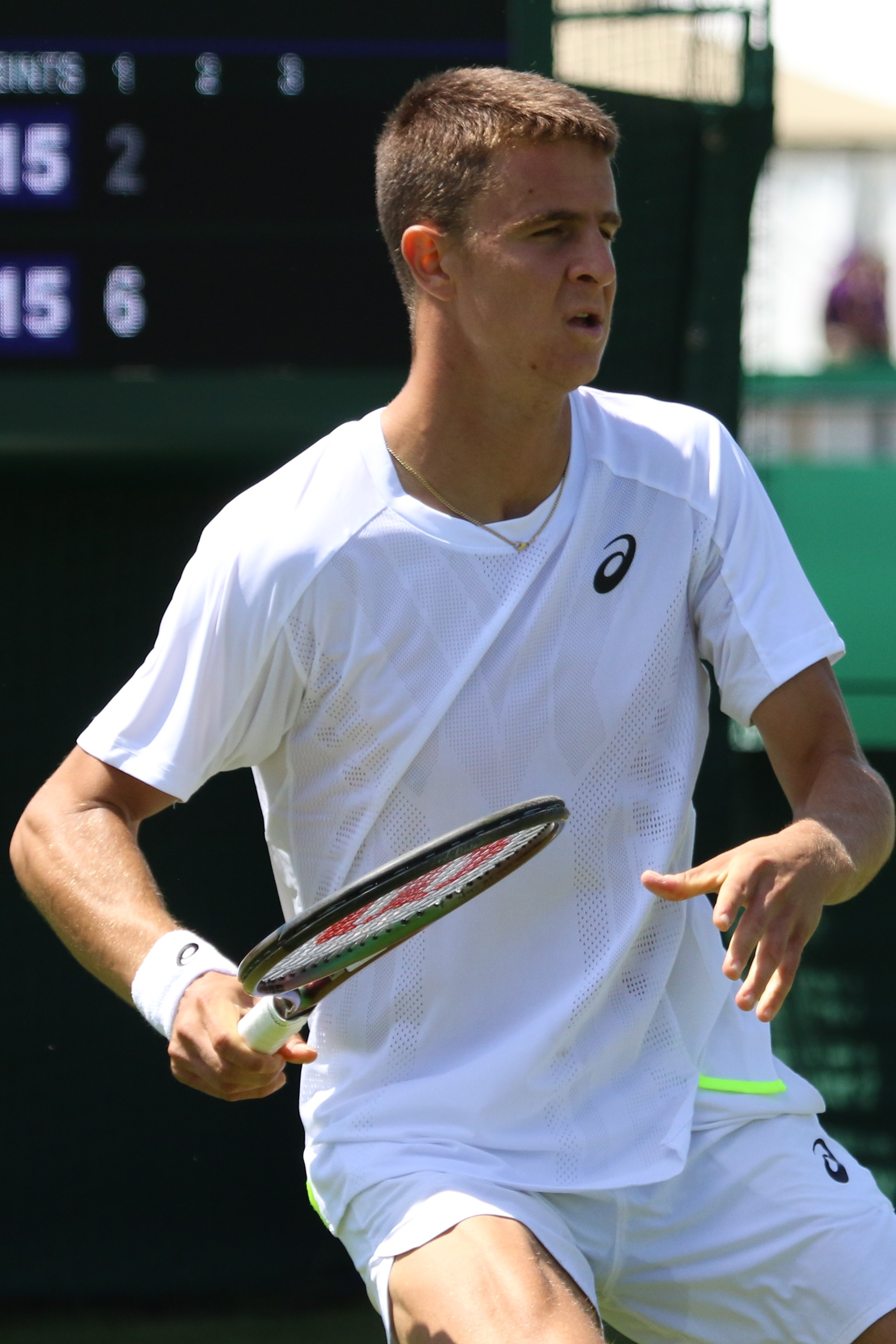
Duje Ajduković (* 2001)

### Aje
- Aje, Kevin (1934–2019), nigerianischer Geistlicher, römisch-katholischer Bischof von Sokoto
- Ajedonizki, Pawel Kusmitsch (1922–2003), sowjetischer Arzt und Komponist
- Ajemian, Anahid (1924–2016), amerikanische Violinistin armenischer Herkunft
- Ajemian, Jason (* 1976), US-amerikanischer Musiker und Medienkünstler
- Ajemian, Maro (1921–1978), amerikanische Pianistin armenischer Herkunft
- Ajen Yohl Mat († 612), Herrscher der Maya-Stadt Palenque (605–612)
- Ajer, Kristoffer (* 1998), norwegischer Fußballspieler
- Ajeti, Adonis (* 1997), Schweizer Fussballspieler
- Ajeti, Albian (* 1997), Schweizer Fußballspieler
- Ajeti, Arlind (* 1993), albanischer FußballspielerArlind Ajeti (* 1993)

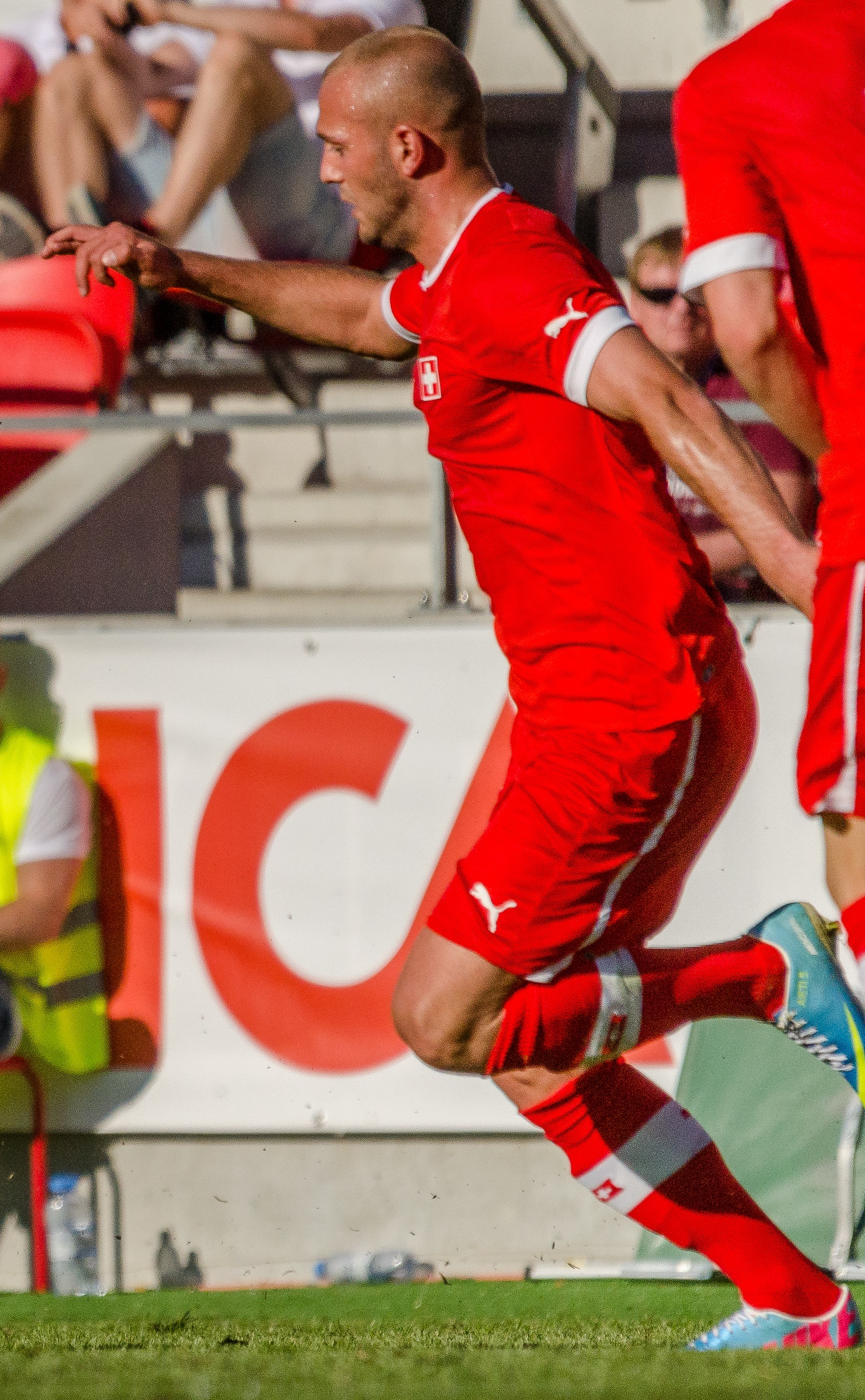
Arlind Ajeti (* 1993)

- Ajeti, Faruk, Botschafter der Republik Kosovo in Berlin
- Ajetović, Geard (* 1981), serbischer Boxer

### Aji
- Ajiashvili, Hana (* 1972), georgische und israelische Komponistin
- Ajibade, Rasheedat (* 1999), nigerianische Fußballspielerin
- Ajibola, Bola (1934–2023), nigerianischer Jurist und Richter am Internationalen Gerichtshof (1991–1994)
- Ajima, Naonobu (1732–1798), japanischer Mathematiker
- Äjimbetow, Sejitsultan (* 1947), kasachischer Politiker
- Ajinça, Alexis (* 1988), französischer Basketballspieler
- Ajinça, Melvin (* 2004), französischer Basketballspieler

### Ajl
- Ajl, Samuel (1923–2006), US-amerikanischer Mikrobiologe und Biochemiker
- Ajlouni, Kamel (* 1943), jordanischer Mediziner und Politiker

### Ajm
- Ajmal, Badruddin (* 1950), indischer Politiker
- Ajmani, Jagdish Chand (1930–2017), indischer Diplomat
- Ajmone Cat, Mario (1894–1952), italienischer Luftwaffengeneral

### Ajn
- Ajnane, Mohammed (* 1990), niederländisch-marokkanischer Fußballspieler

### Ajo
- Ajo I. († 642), Herzog von Benevent
- Ajodhia, Jules Ratankumar (1945–2024), surinamischer Politiker, Vizepräsident von Suriname
- Ajok, Docus (* 1994), ugandische Leichtathletin
- Ajomale, Bolade (* 1995), kanadischer Sprinter
- Ajomo, Joseph Sunday (1939–2004), nigerianischer Geistlicher, katholischer Bischof
- Ajoo (* 1990), südkoreanischer Popsänger
- Ajorque, Ludovic (* 1994), französischer Fußballspieler
- Ajouri, Philip (* 1974), deutscher Buchwissenschaftler

### Ajr
- Ajram, Nancy (* 1983), libanesische PopsängerinNancy Ajram (* 1983)

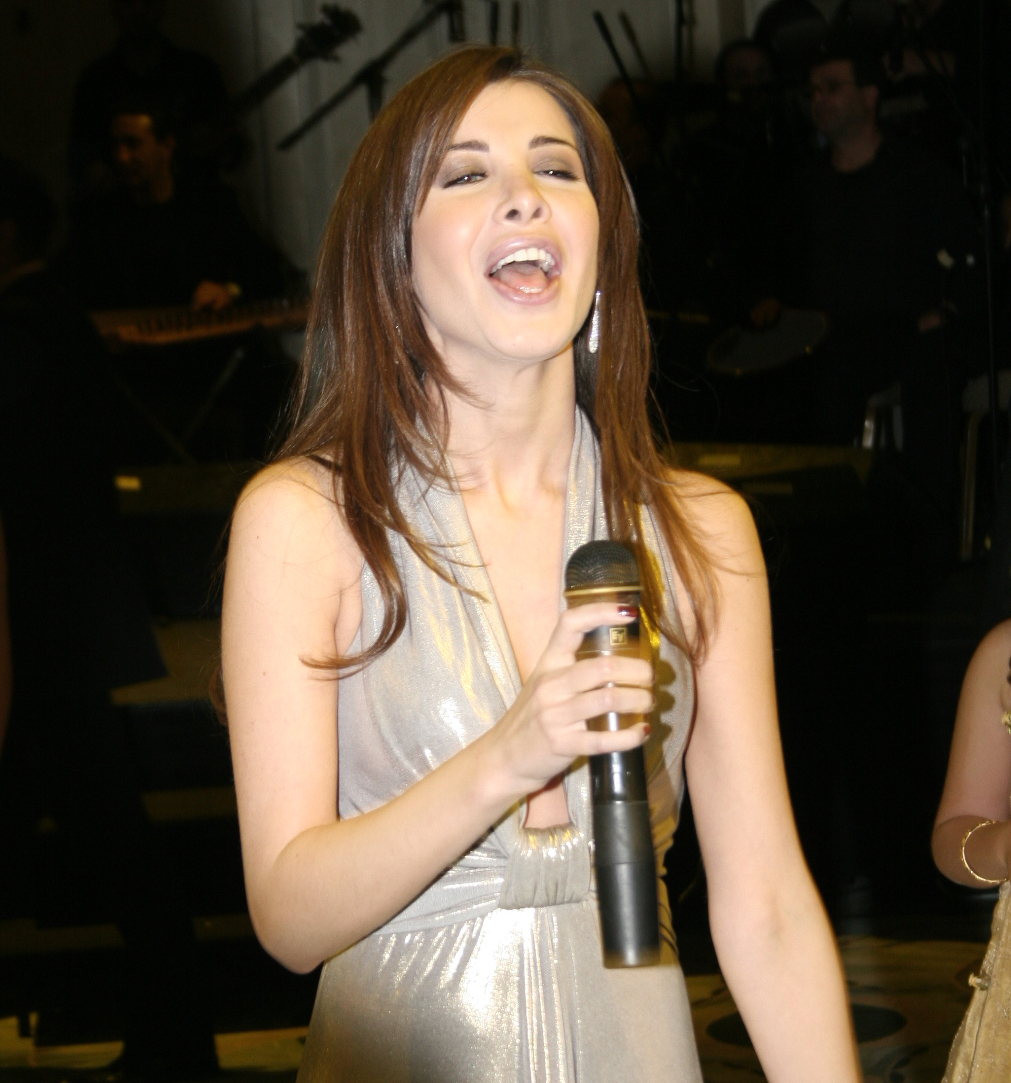
Nancy Ajram (* 1983)

- Ajrapetjan, Jurij (* 1988), ukrainischer Schachgroßmeister
- Ajrula, Sabina (1946–2021), nordmazedonisch-türkische Schauspielerin

### Ajt
- Ajtai, Miklós (* 1946), ungarischer Informatiker
- Ajtmuchambetowa, Gülnäfis (* 1988), kasachische Taekwondoin

### Aju
- Ajufo, Lauryn (* 2000), britische Schauspielerin
- Ajumogobia, Odein (* 1956), nigerianischer Politiker
- Ajunwa, Chioma (* 1971), nigerianische Weitspringerin
- Ajupow, Raschid (* 1981), kasachischer Politiker
- Ajupow, Timur Ansarowitsch (* 1993), russischer Fußballspieler
- Ajuriaguerra, Julián de (1911–1993), hispanofranzösischer Neuropsychiater und Psychoanalytiker
- Ajuschejew, Damba Badmajewitsch (* 1962), 24. Pandita Hambo Lama; Oberhaupt der Buddhistischen Traditionellen Sangha RusslandsDamba Badmajewitsch Ajuschejew (* 1962)

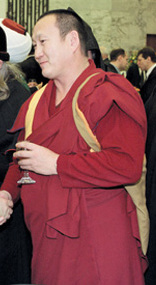
Damba Badmajewitsch Ajuschejew (* 1962)

### Ajv
- Ajvaz, Michal (* 1949), tschechischer Prosaiker, Dichter, Essayist und Übersetzer
- Ajvide, Mia (* 1950), schwedische Schriftstellerin

### Ajw
- Ajwasjan, Ara (* 1969), armenischer Diplomat und Politiker
- Ajwasjan, Artemi (1902–1975), sowjetischer Komponist, Dirigent und Cellist
- Ajwasjan, Artur (* 1973), ukrainischer Sportschütze
- Ajwasowska, Olha (* 1981), ukrainische Aktivistin

### Ajy
- Ajymbetow, Abat (* 1995), kasachischer Fußballspieler
- Ajymbetow, Aidyn (* 1972), kasachischer Raumfahrer

### Ajz
- Ajzen, Icek (* 1942), US-amerikanischer Psychologe
- Ajzenberg, Bernardo (* 1959), brasilianischer Schriftsteller, Übersetzer und Journalist
- Ajzenberg-Selove, Fay (1926–2012), US-amerikanische experimentelle Kernphysikerin
- Ajzensztat, Marysia (1923–1942), polnisch-jüdische Sängerin im Warschauer Ghetto
- Ajzeraj, Almir (* 1997), kosovarischer Fußballspieler